# Partito della Nuova Corea
Il Partito della Nuova Corea (in coreano: 신한국당?, trasl. Shin Hangukdang) è stato un partito politico sudcoreano di orientamento conservatore-liberale fondato nel 1990 dalla confluenza di tre distinti soggetti politici:
- il Partito Democratico della Riunificazione;
- il Partito della Giustizia Democratica (successore del Partito Repubblicano Democratico);
- il Nuovo Partito Repubblicano Democratico.

Inizialmente designato col nome di Partito Democratico Liberale (민주자유당, trasl. Minju Ja-yudang), assunse la denominazione di Partito della Nuova Corea nel 1995.
Nel 1997 si fuse col Partito Democratico Unito dando luogo al Partito Hannara; questo, a sua volta, nel 2012 assunse la denominazione di Partito Saenuri e, nel 2017, quella di Partito della Libertà di Corea, confluendo nel 2020 nel Partito Unito del Futuro.

## Risultati
| Elezione          | Voti      | %     | Seggi     |
| ----------------- | --------- | ----- | --------- |
| Parlamentari 1992 | 7.923.719 | 38,5  | 149 / 299 |
| Parlamentari 1996 | 6.783.730 | 34,52 | 139 / 299 |